# Kvark b
Kvark b označovaný též jako spodní (z anglického bottom) je elementární částice. Jedná se o jednu z vůní kvarků.

## Historie
Byl objeven pokusem č. E288 v roce 1977 ve Fermilabu kolizí produkující bottomonium. Při jeho předpovědi i první roky po jeho objevu byl také nazýván "beauty" (česky uváděn jako krásný), stejně jako kvantová charakteristika jeho vůně (nyní bottomness, česky i nadále krása).

## Vlastnosti
- symbol: b
- klidová hmotnost: 4 GeV/c2
- elektrický náboj: -1/3 e
- spin: ½, jde tedy o fermion
- Je řazen do 3. generace kvarků.
- Není běžnou součástí hmoty.
- Rozpadá se vlivem slabé interakce na kvark u nebo kvark c.